# 朱徵
朱徵（1500年—？），字晉卿，河南南陽府唐縣人，民籍，明朝政治人物。

## 生平
嘉靖七年（1528年）戊子科河南鄉試第八十名舉人。嘉靖十七年（1538年）中式戊戌科會試第二百三十名，登第三甲第七十八名進士。授山東歷城縣知縣，二十一年五月选授云南道试監察御史，十月实授，二十三年巡按陕西，出为山西佥事，迁副使，累升湖广右参政，四十五年十月兵科左给事中冯成能论劾朱徵等人各贪肆不职状，诏罢徵闲住。

## 家族
曾祖朱文昌；祖父朱寬；父朱鳳，母劉氏；繼母王氏。永感下。弟朱德。